# Kalkmagerrasen bei Roßbach
Kalkmagerrasen bei Roßbach este o arie protejată (arie specială de conservare — SAC, sit de importanță comunitară — SCI) din Germania întinsă pe o suprafață de 55,12 ha, integral pe uscat.

## Localizare
Centrul sitului Kalkmagerrasen bei Roßbach este situat la coordonatele 51°18′45″N 9°49′36″E / 51.3125°N 9.8267°E.

## Înființare
Situl Kalkmagerrasen bei Roßbach a fost declarat sit de importanță comunitară în aprilie 1999 pentru a proteja 3 specii de animale. Situl a fost protejat și ca arie specială de conservare în martie 2008.

## Biodiversitate
Situată în ecoregiunea continentală, aria protejată conține 4 habitate naturale: Pajiști carstice calcaroase sau bazofile, de Alysso-Sedion albi, Pajiști uscate seminaturale și facies de acoperire cu tufișuri pe substraturi calcaroase (Festuco-Brometalia) (* situri importante pentru orhidee), Fânețe de joasă altitudine (Alopecurus pratensis, Sanguisorba officinalis), Grohotișuri medio-europene calcaroase, de la nivel colinar și montan.
La baza desemnării sitului se află mai multe specii protejate:
- păsări (2): capîntortură (Jynx torquilla), sfrâncioc roșiatic (Lanius collurio)
- nevertebrate (1): fluturele auriu (Euphydryas aurinia)

Pe lângă speciile protejate, pe teritoriul sitului au mai fost identificate 18 specii de plante, 1 specie de amfibieni, 12 specii de nevertebrate, 3 specii de reptile.